# Ditha pahangica
Ditha pahangica är en spindeldjursart som beskrevs av Beier 1955. Ditha pahangica ingår i släktet Ditha och familjen Tridenchthoniidae. Inga underarter finns listade i Catalogue of Life.